# Fable III
Fable III es un videojuego de rol de acción desarrollado por Lionhead Studios y publicado por Microsoft Game Studios. Es el tercer juego de la serie Fable. La versión de Xbox 360 se estrenó el 26 de octubre de 2010 en Estados Unidos y el 29 de octubre de 2010 en Europa. La versión para PC se estrenó el 17 de mayo de 2011 en Europa[actualizar]

## Modo de juego
Molyneux ha prometido eliminar la mecánica RPG tradicional de Fable III, poniendo énfasis en la eliminación de la "tosquedad" y hacer el juego más accesible. Uno de los cambios más impactantes en Fable III es el sistema de menús, o más bien la ausencia del mismo. Para evitar la pesadez de las listas, el videojuego carece de algo parecido a un menú 2D tradicional y en cambio se apoya exclusivamente en el universo de juego desde el inicio. Tras empezar, el jugador es transportado al Santuario. El Santuario está habitado por tu mayordomo, Jasper, que da sugerencias y consejo dentro del juego. El cambio de ropa se realiza ahora en un probador que te presentará todas tus opciones de vestuario. La magia se invoca mediante guantes almacenados en el Santuario en vez de cambiarlos a través de la interfaz, y las tiendas presentan su inventario en las estanterías en vez en pantallas de compra.
Hay recompensas por ser un gobernante interesado, incluyendo un tesoro lleno de pilas de oro que crecen o disminuyen basándose en la riqueza del jugador. Cuando el jugador acumule una gran cantidad de oro podrá escalarla y conseguir una llave en un balcón que de otro modo sería inaccesible. La familia del jugador en el juego intentará presionarlo para tomar dinero de Albion de manera egoísta para mantener y mejorar su castillo. También hay rumores de que se podrán importar los cambios hechos en Fable II a Fable III para tener una experiencia de juego diferente. Asimismo, se contará toda la historia en Fable II para las personas que no entiendan el juego por ser su primera versión de Fable que compren.
El estilo de combate del jugador también influye en la jugabilidad. Dependiendo del nivel de habilidad y experiencia, las armas del jugador de cuerpo a cuerpo y a largo alcance cambiarán con el uso, así como los guantes para las invocaciones. Por ejemplo, si el jugador mata a una gran cantidad de inocentes y civiles el arma se oscurecerá y derramará sangre, pero brillará si se usa contra el mal. La hoja también se alargará y ensanchará si se usan ataques avanzados y bloqueos defensivos. Molyneux afirmó que "Todo el mundo acabó yendo hacia un arma grande, eso no es elección, eso no es poder. Así que nos dijimos, no vamos a diseñar más armas, vamos a conseguir que el jugador lo haga". El jugador podrá vender en línea sus armas creadas por oro a otros jugadores y, a su vez, usar el oro para comprar armas creadas por otras personas.
La transformación del personaje principal, aunque no será tan vistosa como en las anteriores entregas, se podrá cambiar mediante la compra de nuevas características como bigote, tatuajes, maquillaje y estilos de pelo. Se podrá mejorar o empeorar el estado físico del personaje así como engordarlo o ponerlo en forma, todo mediante la comida, misma que se puede comprar en el juego con oro.
El jugador también tiene la tarea de tratar los asuntos de su sociedad en el día a día, como la forma de manejar la delincuencia, la pobreza, y la fiscalidad. Fable III introduce la transformación de lugar. Si el jugador aplica sobre una región impuestos elevados, la gente se volverá visiblemente más pobre, sus edificios comenzarán a caer en el abandono y el jugador se encontrará hostilidad si pasa a través de la zona. El ejemplo que dio Lionhead fue la ciudad de Bowerstone: en el tiempo transcurrido desde Albion Fable II ha experimentado la revolución industrial y Bowerstone ha convertido en "un montón de agitada industria de inspiración victoriana", con el contorno de la ciudad enormemente afectado por esto. Durante la agitación tecnológica, sin embargo, la delincuencia, la injusticia y la pobreza han crecido y el jugador puede decidir su erradicación o dejar que evolucione sin control alguno. De cualquier manera, Albion crecerá para reflejar la decisión del jugador o su inhibición. Molyneux también ha prometido que el jugador tendrá poder completo sobre el mundo del juego cuando se convierta en rey o reina. Los ciudadanos de Albion podrán ser castigados por hacer cosas buenas o malas, y podrán ser tratadas de cualquier forma que el jugador elija. Por ejemplo, los ciudadanos que no paguen sus impuestos podrán ser encerrados en una mazmorra o asesinados por un ejército enviado por el jugador.
Una vez convertido en monarca, se podrá ir a la guerra ya que otro país llamado Aurora amenazará a Albion. Aunque Albion es un solo continente en un mundo mucho más grande, Fable III es el primer juego de la saga en expandir las áreas jugables más allá de las fronteras de Albion.
Un nuevo sistema se aplica a la interacción general ampliando las expresiones. El toque de expresión es similar a los juegos anteriores pero lleva a una nueva característica llamada Toque dinámico. Molyneux dio algunos ejemplos de este nuevo elemento como un niño atrapado en un edificio en llamas. El jugador puede entrar en la casa y consolar al niño con el Toque de expresión antes de usar el Toque dinámico para llevarlo a un lugar seguro. Otra posibilidad es usar el Toque de expresión para hablar y flirtear con otro personaje, usando luego el Toque dinámico para estrechar su mano, abrazarlo y llegar a tener relaciones íntimas.
Se especula con que Fable III romperá con la tradición de un héroe silencioso debido a un video donde aparece el personaje conversando con sir Walter Beck. Otro jugador apuntó que había oído un pequeño intercambio de palabras entre el héroe y su compañero.
Fable III usará un sistema cooperativo similar a su predecesor (que permitía unirse a la partida y abandonarla cuando se quisiera). Sin embargo, Molyneux reveló que en vez de estar "atados a una cámara" los jugadores podrán explorar el mundo libremente. Molyneux también afirmó que los jugadores podrán usar su propio personaje en vez de un secuaz como en Fable II además de tener el mismo perro y equipamiento. Los jugadores podrán usar el Toque de expresión y dinámico con otro jugador, ayudar en quests e incluso casarse y tener hijos. El matrimonio y la familia también han cambiado y los jugadores podrán adoptar niños. Esto permitirá a los jugadores formar familia a través de matrimonios o una "relación de negocios".

## Argumento
50 años tras los eventos de Fable II, el continente de Albion, donde la serie Fable se ambienta, está actualmente bajo el control de Logan, un rey corrupto y tiránico. El jugador, según su elección, tomará el papel del hermano o hermana de Logan y se verá obligado a iniciar una aventura para convertirse en líder revolucionario y derrotar al rey después de que una "injusticia" le sucediese. A lo largo de la primera mitad del juego el héroe intentará ganarse el apoyo de la gente de Albion, derrocar a Logan y convertirse en el (o la) gobernante de Albion. En la segunda parte del juego el jugador tendrá que decidir si cumplir las promesas hechas a su pueblo durante el juego, con el peligro de perder la aprobación de sus súbditos. Mientras se encarga de esto, el jugador se enfrentará a la posibilidad de la guerra cuando en Aurora, un país vecino, comienza a gestarse una amenaza para Albion.
El Héroe o la Heroína, se iniciará a la travesía de convertirse en el Rey de Albion tras el vuelco repentino del nuevo Rey Logan, quien tras tener un reinado regular, ha comenzado a asesinar a los albianos que se oponen a sus crueles mandatos y a sus leyes corruptas, si más bien los ciudadanos quieren un Albion mejor y con más comodidades, Logan quiere un Albion esforzado y que genere mucho dinero. Logan pone a prueba al Héroe a elegir entre la vida de sus amigos y la de sus ciudadanos que se han revelado ante el, y si el héroe no decide Logan los matará a todos, por lo que la decisión del héroe tuvo que dejar morir a alguien, lo que se convierte en la causa de querer derrocar al malvado Rey Logan.
El Héroe a través de su travesía deberá mejorar sus técnicas de tiro, sus técnicas de hechizo y sus técnicas de espada (cuerpo a cuerpo), para ello lo ayudará su fiel mentor Walter, quien era la mano derecha de Logan, pero que deja de servirle al saber que Logan le iba a asesinar, Walter será la mejor ayuda del héroe y le acompañará en algunos de sus combates y viajes. Otra fiel ayuda será Jasper, quien es su sirviente leal desde un principio, si más bien no es un hombre de guerra como lo fue Walter en sus tiempos de guerra, lo será en el servicio real, ayudándole a decorar sus nuevas casas y ser un consejero en los peores momentos.
El Héroe para poder derrocar al malvado Rey Logan deberá formar una rebelión, para ello necesita mucha gente para lograrlo, primero debe ir de aldea en aldea y hablar con los líderes del lugar, pero no solo es hablar con ellos sino que deberá convencerlos, ya que no es de confiar puesto que es el hermano del Rey Logan, haciendo trabajos para el líder y para los aldeanos, y también comprometiéndose con el líder y su pueblo a ayudarlos con sus necesidades cuando este se haya hecho Rey.
Cuando el Héroe ya haya reunido a todos los aldeanos y líderes de Albion, se iniciará una guerra contra los soldados de Logan hasta derrocarle, cuando esto haya sido un éxito, el Héroe tendrá a Logan a su merced, y en un juicio deberá decidir si dejarle con vida o no, «Los aldeanos le recordarán al Nuevo Rey de Albion que Logan ha cometido muchos asesinatos, y eso es uno de los mayores crímenes en Abion» «Por otro lado Logan le recuerda su viaje a Aurora, donde el Héroe se enfrentó a una criatura infernal que casi le quita la vida, aquella criatura le quitó la luz interna de Walter y lo dejó ciego por unas horas, recordando el increíble poder de aquella criatura, Logan aduce que él antes de volverse malvado, había hecho un viaje a Aurora, y que también se enfrentó a aquella criatura, y que una mujer le advirtió que aquella criatura atacará Albion en muy poco tiempo, y que deberá escoger Logan si ser un Rey bueno que le da todo a sus ciudadanos o uno malvado, esto implica que si él es uno bueno acabará los recursos de Albion y no habrá oportunidad contra la criatura cuando esta ataque Albion, y si es un tirano Albion estará preparada al ataque pero arriesgaría su puesto como Rey, justo lo que ha pasado, pero aun así Logan aceptará su castigo» El Héroe deberá decidir si satisafacer al pueblo con quitarle la vida al malvado tirano que asesino a sus seres queridos, o dejarle vivir para que les ayude a gobernar y prepararse ante el ataque de aquella criatura, el dilema lo soluciona el Nuevo Rey.
Al final la criatura es derrotada junto a sus súbditos, pero las anteriores decisiones se verán reflejadas en el futuro de su reinado.

## Personajes
- Personajes de Fable III

## Desarrollo

### Concepto de juego
Al principio del anuncio en la Gamescon de Fable III, Molyneux declaró que el juego estaba tomando un tema diferente comparado con los otros ya que cree que el tercer juego de una serie es difícil de hacer correctamente. "Si todas las reglas han sido establecidas y todo lo que ofreces es una nueva historia y un puñado de localizaciones, la gente empezará a perder interés".
En una entrevista con OXM UK, el habló acerca de como Fable estaba en riesgo de convertirse en un juego genérico donde el jugador comienza con poco poder y débil pero lentamente se volvía más poderoso tras conocer al malo. Después de matar al malo, aparecerían los créditos. Sabiendo que esa es la fórmula que se aplica a muchos juegos, él se preguntó, "¿por qué los juegos "terminan en el punto potencialmente más emocionante?". Fue esto lo que formó las bases de Fable III, donde el jugador puede derrocar al tirano antes de convertirse él mismo en gobernante. Él declaró que cuando el jugador mandase era la parte en que las consecuencias de "Quién vas a ser, si vas a ser bueno o malo, cruel o bondadoso" dejaban de aplicarse solo al jugador, para afectar a la nación entera.
Molyneux insinuó que podría haber inconvenientes al dejar tu castillo muy a menudo para investigar crímenes o combatir en guerras, preguntándose "¿Vas a ser un rey que es equivalente a Picard en Star Trek? Honestamente, si el capitán de la nave descendiera a los planetas y se involucrara en batallas, podría preocuparme ya que pienso que debería estar en su silla. Pero si el opta por descender e involucrarse, esa es la libertad que te damos como rey".
Hablando acerca de la inspiración para Fable III, Molyneux dijo "Si en Fable I la inspiración era el folclore y en Fable II la inspiración era el Rey Arturo y Robin Hood, entonces Fable III es definitivamente acerca de rebeldes y monarcas - tanto de días modernos como históricos".

Lo que es tan interesante de eso es que lo miras y te das cuenta de que "Caramba, esas personas que gobernaron nuestra tierra hasta hace muy poco fueron realmente muy creativas con su poder y abusaron y lo usaron de muchas maneras malvadas". Fijémonos en Enrique VIII, simplemente estudiemos algunas de las cosas que esta persona hizo. En vez de decir "Hey, este matrimonio no está funcionando muy bien", el simplemente decidía acabar con la vida de sus esposas. No solo hizo eso, sino que para llevar a cabo la acción, simplemente se deshizo de la religión y la reemplazó con una nueva. También tomó el cinco por ciento de los ingresos totales de impuestos -el equivalente a miles de millones de libras en el mundo de hoy en día- y los gastaba en su bodega privada, mientras muchas personas dentro de su país estaban sufriendo de hambre y la plaga. Este tío definitivamente no era una persona agradable y, si lees todo esto, él parece realmente malvado. ¿La historia lo pinta siendo realmente malo? En realidad no, lo pinta como un tipo alegre que estuvo encaprichado con seis mujeres. Esa es una inspiración fascinante y nosotros realmente queremos darte el poder para ser así de pintoresco cuando seas el gobernante

También hay nuevos aspectos en conceptos tradicionales de Fable como la "transformación", donde tu y tu arma cambian dependiendo de lo que haces y tu carácter. Si el héroe mata un gran número de esqueletos su arma parecerá hecha con huesos mientras que si va por ahí matando a personas inocentes su arma empezará a gotear sangre. El arma también incrementará su nivel a través del juego, haciéndose más afilada y mortífera. Otro ejemplo es el sistema "Extreme Emote". Por ejemplo, si alguien enfurece al héroe, este puede mostrar su verdadera naturaleza, con alas angelicales o demoníacas brotando de su espalda. Molyneux también mencionó que cuanto mayor sea el respaldo de las gentes de Albion, más largas serán las alas. Se lanzó un tráiler en el E3 de 2010.

### Doblaje
El productor de sonido asociado de Lionhead, Georg Becker, anunció en la Develop Conference en Brighton que Fable III contendría más de 47 horas de grabación de voz (en Fable II eran 36). Becker dijo que la IA supone el "mayor trozo de diálogo". Becker también dijo que las más de 47 horas incluyen "líneas de cotilleo" en las que la "IA te hablará sobre lo que está pasando en el juego". Los "30 o 40" diferentes tipos de personajes de la IA tienen "sobre 2000 líneas" cada uno. Tres guionistas escribieron las 460000 palabras grabadas en el juego y se usaron más de 80 actores de voz para el trabajo. La producción y grabación correrá a cargo de Side, igual que en la anterior entrega, Fable II.
Fable III presentará un conjunto de renombrados actores y talentosos dobladores para su versión inglesa:
- Zoë Wanamaker como Theresa.
- Stephen Fry como Reaver.
- John Cleese como Jasper.
- Michael Fassbender como King Logan.
- Sir Ben Kingsley como Sabine, rey de Mist Peak.
- Bernard Hill como Sir Walter Beck.
- Simon Pegg como Ben Finn.[13]
- Jonathan Ross como Barry Hatch.
- Nicholas Hoult como Elliot.
- Naomie Harris como Page.

En la versión española destaca la presencia de Carlos Latre que se encargará de dar voz al mayordomo Jasper.

## Marketing
Poco antes del Gamescom 2009, imágenes de revolucionarios famosos con sus respectivas citas aparecieron en la web de Lionhead, despertando la intriga acerca de cuál era el próximo juego que Lionhead estaba haciendo. En la conferencia de prensa de Gamescom, donde Fable III fue anunciado por Peter Molyneux, Lionhead había decorado las paredes con escudos medievales y estandartes.
Tras los premios BAFTA de videojuegos en marzo de 2009, el presentador británico Jonathan Ross reveló en su página de Twitter que él había estado ofreciendo su voz en Fable III, añadiendo que el comediante Charlie Brooker también iba a prestar su voz para el juego.
Lionhead anunció en agosto de 2010 que habría un juego apoyando el lanzamiento de Fable III. Sin embargo, Peter Molyneux se apresuró en aclarar que no sería algo como los Pub Games de Fable II e insinuó que sería algo que haría uso del teléfono móvil. El 28 de septiembre de 2010 se anunció oficialmente una aplicación para smartphones llamada Kingmaker. El juego consiste en que los jugadores hagan marcas virtuales en lugares del mundo real para la facción del juego que hayan elegido entre los Reales y los Rebeldes. Los jugadores obtendrán así oro y mejoras para ser usadas en Fable III. El juego solo puede jugarse en el Reino Unido.

## Ediciones para la venta
Las versiones estándar y limitada se lanzarán el 29 de octubre[actualizar] en Xbox 360 y las de PC algo después.[actualizar] Las reservas, (de cualquiera de las dos ediciones) en las tiendas participantes en la promoción, recibirán un código para un arma especial, un código para tatuajes y otro para transferir al juego, cuando salga, el aldeano creado con el Editor de aldeanos.

### Edición estándar
- Xbox 360
La edición estándar de Xbox 360 contiene el disco del juego, manual y estuche estándar de plástico. Molyneux anunció que Fable III, igual que sucediera con Fable II, será lanzado por capítulos en el bazar de Xbox Live, algún tiempo después de que se lance la versión retail. El primer capítulo será gratuito. Durante el E3 del 2013 se anunció que será posible descargarlo gratuitamente del 10 al 30 de junio, solo para usuarios de Xbox Live Gold
- PC
La versión de PC incluye el disco del juego, manual y el estuche estándar de plástico.

### Edición de coleccionista limitada
La edición de coleccionista limitada solo estará disponible en Xbox 360 y contendrá el disco y el manual en un estuche especial en forma de libro, además de un nuevo quest en el juego, un mazo de cartas de Fable III de edición limitada, una Moneda del Sello del Gremio con una cara del bien y otra del mal para ayudar al jugador con las decisiones morales, la posibilidad de elegir GaGa como raza de perro, y también setter, dos nuevos trajes (uno para hombre y otro para mujer).

### Mando
Lionhead también ha anunciado que lanzará el 6 de octubre de 2010[actualizar] un gamepad inalámbrico de edición limitada para Xbox 360.